# Tomas Söderberg
Tomas "Tommy" Söderberg (ur. 19 sierpnia 1948 w Sztokholmie) – szwedzki piłkarz i trener.
Jako zawodnik przez kilkanaście lat grał w Ängby IF, klubie z niższej ligi szwedzkiej. W latach 70. rozpoczął pracę szkoleniową i przez kolejną dekadę pracował w klubach występujących poza Allsvenskan. Pierwszy ważny sukces odniósł w 1988 roku, kiedy z drugoligowym Djurgårdens IF wywalczył awans do ekstraklasy. Cztery lata później świętował mistrzostwo kraju z AIK Sztokholm. Od 1993 roku związany jest ze Szwedzkim Związkiem Piłki Nożnej; najpierw pracował z reprezentacją U-21, a od 1998 do 2004 roku był selekcjonerem kadry A, przez ostatnie cztery lata prowadził ją wspólnie z Larsem Lagerbäckiem. W tym czasie ich podopieczni dotarli do 1/8 finału Mundialu 2002, ćwierćfinału Euro 2004 oraz zagrali na Euro 2000. Od 2004 roku Söderberg po raz drugi jest szkoleniowcem szwedzkiej młodzieżówki.

## Kariera szkoleniowa
Zaczynał przygodę z pracą trenerską z dala od wielkiego futbolu. W latach 70. i w pierwszej połowie lat 80. uczył się warsztatu w małych klubach, grających w niższych ligach.
W 1986 roku został szkoleniowcem drugoligowego Djurgårdens IF. Dwa lata później wprowadził ten zespół do szwedzkiej ekstraklasy. Największy sukces w pracy klubowej odniósł w 1992 roku, kiedy z AIK Sztokholm zdobył mistrzostwo kraju.
W 1993 roku został zatrudniony przez Szwedzki Związek Piłki Nożnej. Od 1995 roku przez trzy lata był trenerem szwedzkiej młodzieżówki, a po odejściu Tommy'ego Svenssona został selekcjonerem pierwszej reprezentacji. Samodzielnie wywalczył z nią awans do Euro 2000.
Pod koniec 1999 roku szefowie federacji postanowili, że ze szwedzką kadrą będzie pracowało dwóch trenerów. W ten sposób dotychczasowy asystent Lars Lagerbäck stał się równoprawnym partnerem Söderberga. Wspólnie kierowali reprezentacją podczas Euro 2000 i 2004 oraz Mundialu 2002.
Po Euro 2004 Söderberg odszedł do drużyny młodzieżowej.

## Sukcesy szkoleniowe
- awans do ekstraklasy w sezonie 1987/1988 z Djurgårdens IF
- mistrzostwo Szwecji 1992 z AIK Sztokholm
- awans do Euro 2000 z reprezentacją Szwecji (samodzielnie)
- start (faza grupowa) w Euro 2000, awans do Mundialu 2002 i start w tym turnieju (1/8 finału) oraz awans do Euro 2004 i start w tym turnieju (ćwierćfinał) z reprezentacją Szwecji (wspólnie z Larsem Lagerbäckiem)